# 布氏短鬚石首魚
布氏短鬚石首魚為輻鰭魚綱鱸形目鱸亞目石首魚科的其中一種，分布西大西洋區的大安地列斯群島海域，體長可達25公分，棲息在沿海沙底質海域，可作為食用魚。